# 1914 год в спорте
Список 1914 год в спорте перечисляет спортивные события, произошедшие в 1914 году. Из-за начавшейся Первой мировой войны некоторые соревнования были отменены.

## Россия
- Гран-при Санкт-Петербуржского автоклуба 1914 года;
- Чемпионат России по конькобежному спорту 1914;

### Футбол
- Матчи сборной Российской империи по футболу 1914;
- Создан клуб «Металлург» (Царицын);

### Шахматы
- Всероссийский турнир мастеров 1913/1914;
- Петербург 1914;

## Международные события
- Чемпионат Европы по конькобежному спорту 1914;
- Чемпионат Европы по фигурному катанию 1914;
- Чемпионат мира по фигурному катанию 1914;
- Создан баскетбольный клуб «Ориджинал Селтикс»;

### Футбол
- Чемпионат Исландии по футболу 1914;
- Чемпионат Уругвая по футболу 1914;
- Созданы клубы:
  - «12 октября»;
  - «Алтай»;
  - «Аустрия» (Лустенау);
  - «Биниссалем»;
  - «Виртус Энтелла»;
  - «Войводина»;
  - «Ирати»;
  - «Козенца»;
  - «Мадурейра»;
  - «Маккензи»;
  - «Пайсанду» (Белен);
  - «Портимоненсе»;
  - «Рампла Хуниорс»;
  - «Расинг Мадрид»;
  - «Сеара»;
  - «Суд Америка»;
  - «Хальмстад»;
  - «Харрогейт Таун»;
- Расформирован «Сентрал Уругвай Рейлвей Крикет Клуб»;

#### Англия
- Финал Кубка Англии по футболу 1914;
- Футбольная лига Англии 1913/1914;
- Футбольная лига Англии 1914/1915;